# Darwin (stacja kolejowa)
Darwin – stacja kolejowa w mieście Darwin, na obszarze Terytorium Północnego, w Australii.
| Darwin         |  |                             |
| Linia The Ghan |  |                             |
|                |  | Katherine odległość: 320 km |